# 켈메
켈메(Kelmė)는 리투아니아의 도시로 인구는 1만1,000명이다.